# Charkhi Dadri
Charkhi Dadri là một thành phố và là nơi đặt ủy ban đô thị (municipal committee) của quận Bhiwani thuộc bang Haryana, Ấn Độ.

## Nhân khẩu
Theo điều tra dân số năm 2001 của Ấn Độ, Charkhi Dadri có dân số 44.892 người. Phái nam chiếm 54% tổng số dân và phái nữ chiếm 46%. Charkhi Dadri có tỷ lệ 70% biết đọc biết viết, cao hơn tỷ lệ trung bình toàn quốc là 59,5%: tỷ lệ cho phái nam là 76%, và tỷ lệ cho phái nữ là 62%. Tại Charkhi Dadri, 13% dân số nhỏ hơn 6 tuổi.